# L’Estartit

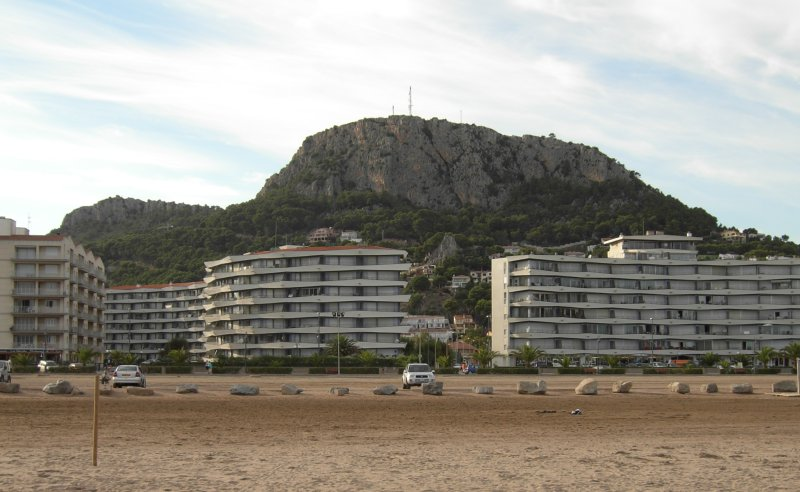
L'Estartit văzut dinspre plajă.

L'Estartit este o renumită stațiune turistică și un fost sat pescăresc de pe Costa Brava în Spania. Aparține administrativ de Torroella de Montgrí și are 3.230 locuitori (2011).
L'Estartit se găsește la trecerea dintre stradul stâncos spre strandul cu nisip fin de peste 10 km  format în jurul deversării Ter-ui în Marea Mediterană. Cunoscut până în secolul al XIX-lea doar ca sat pescăresc devine din a doua jumătate a secolului al XX-lea un loc extrem de frecventat de turiști. Un rol deosebit în această dezvoltare l-a jucat portul maritim.
În fața localității se află grupul de insule Illes Medes, deosebit de apreciat de scafandrii turistici care pot aprecia în rezervația naturală maritimă o floră și faună subacvatică incomparabilă. În nordul localității se află grupul stâncos Massís del Montgrí, colinele Roca Maura (226 m) și Torre Moratxa (218 m). Pe muntele Montgrí, înspre Torroella de Montgrí, se află un castel construit la sfârșitul secolului al XIII-lea cunoscut sub numele de Castell Montgrí.

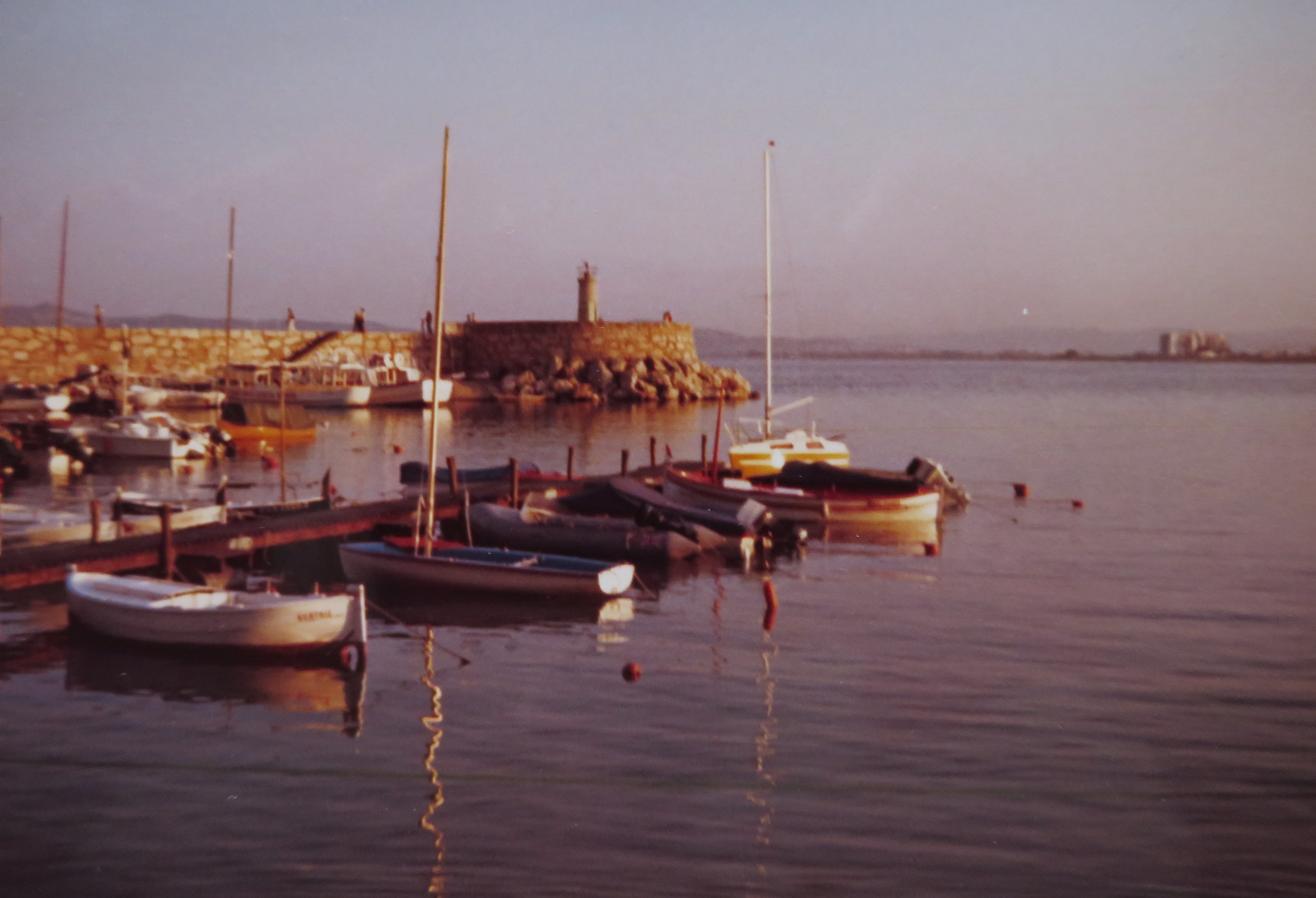
Portul din Estartit în 1972
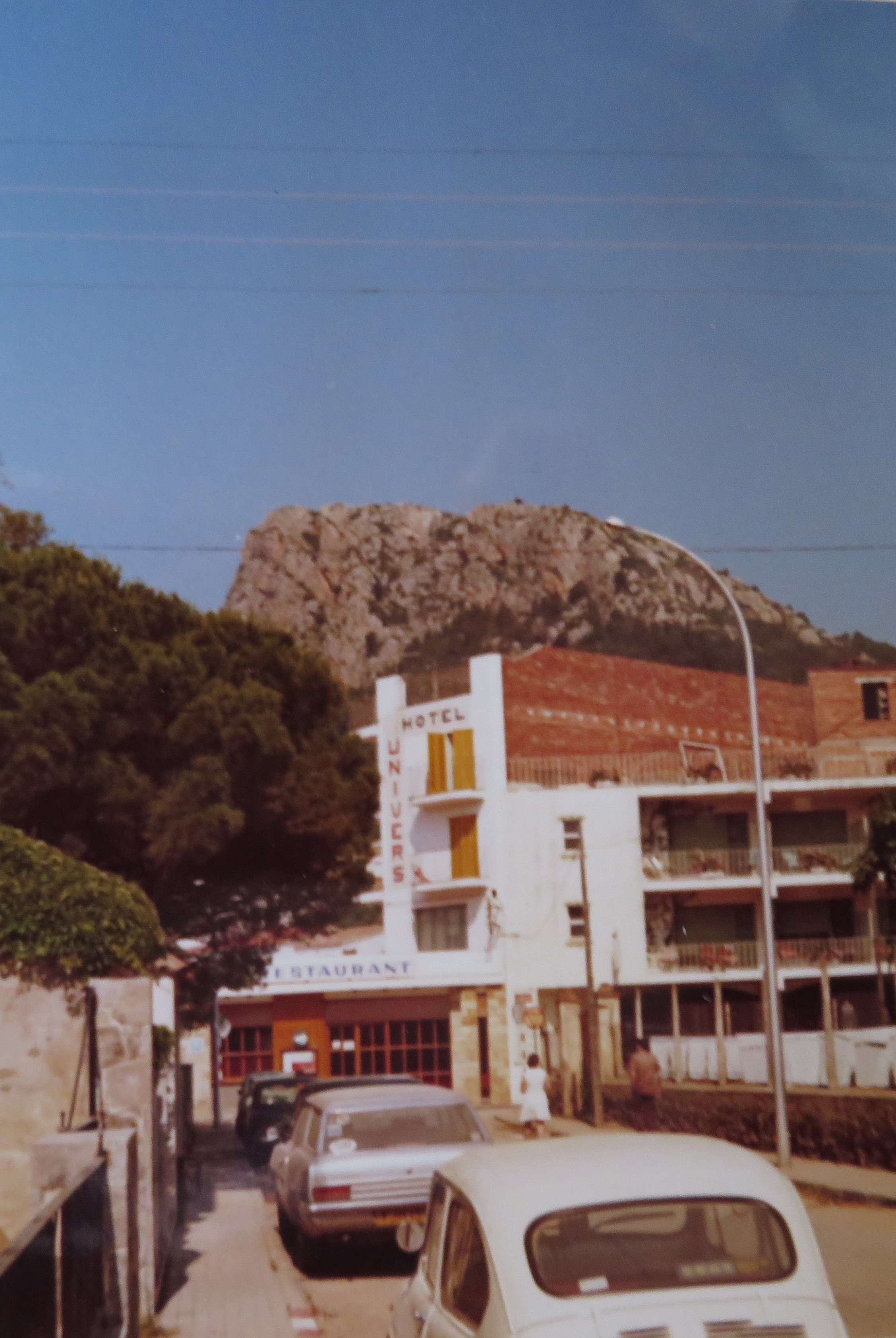
Hotelul Univers înainte de extindere
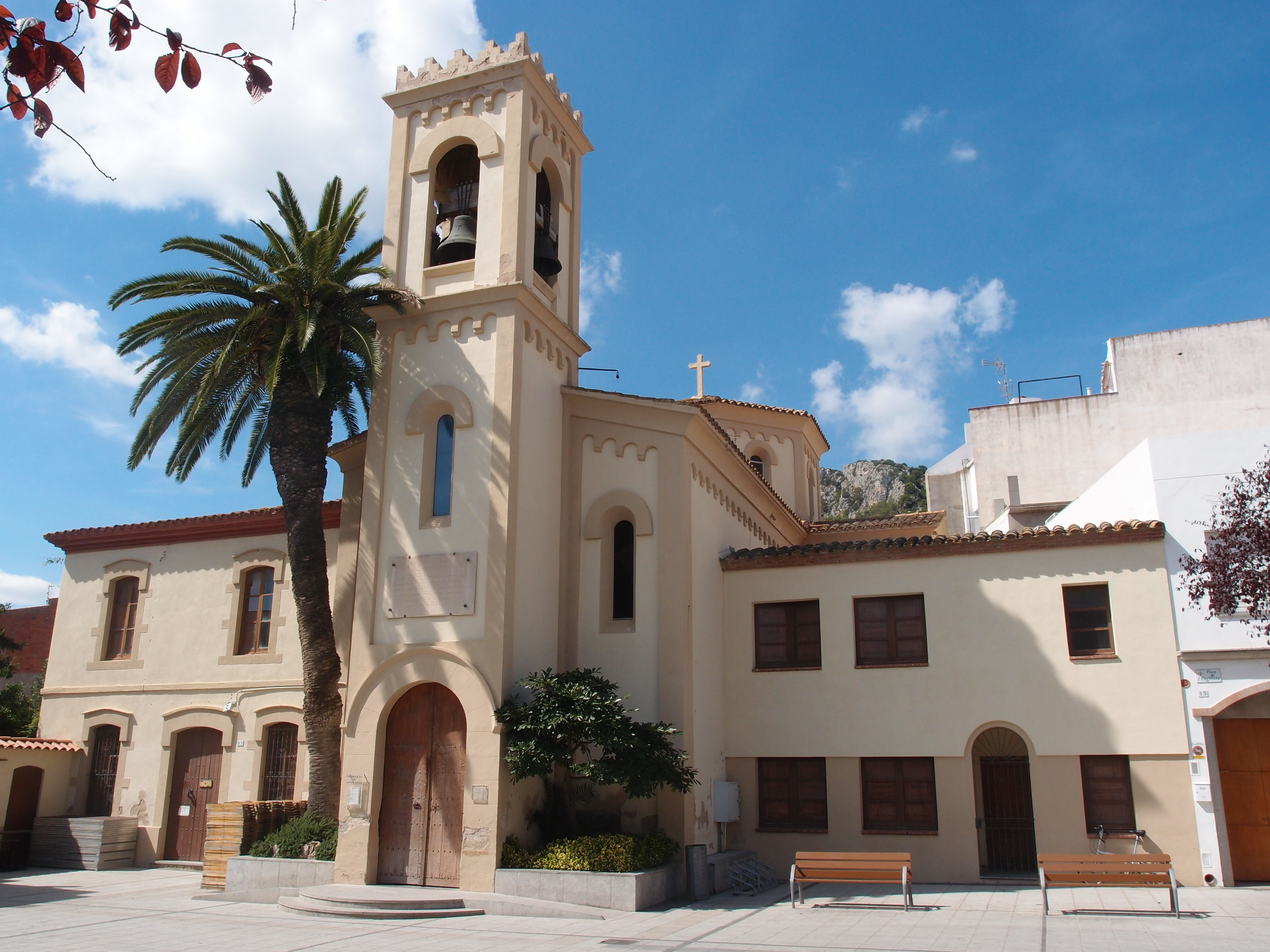
Biserica Sfânta Ana
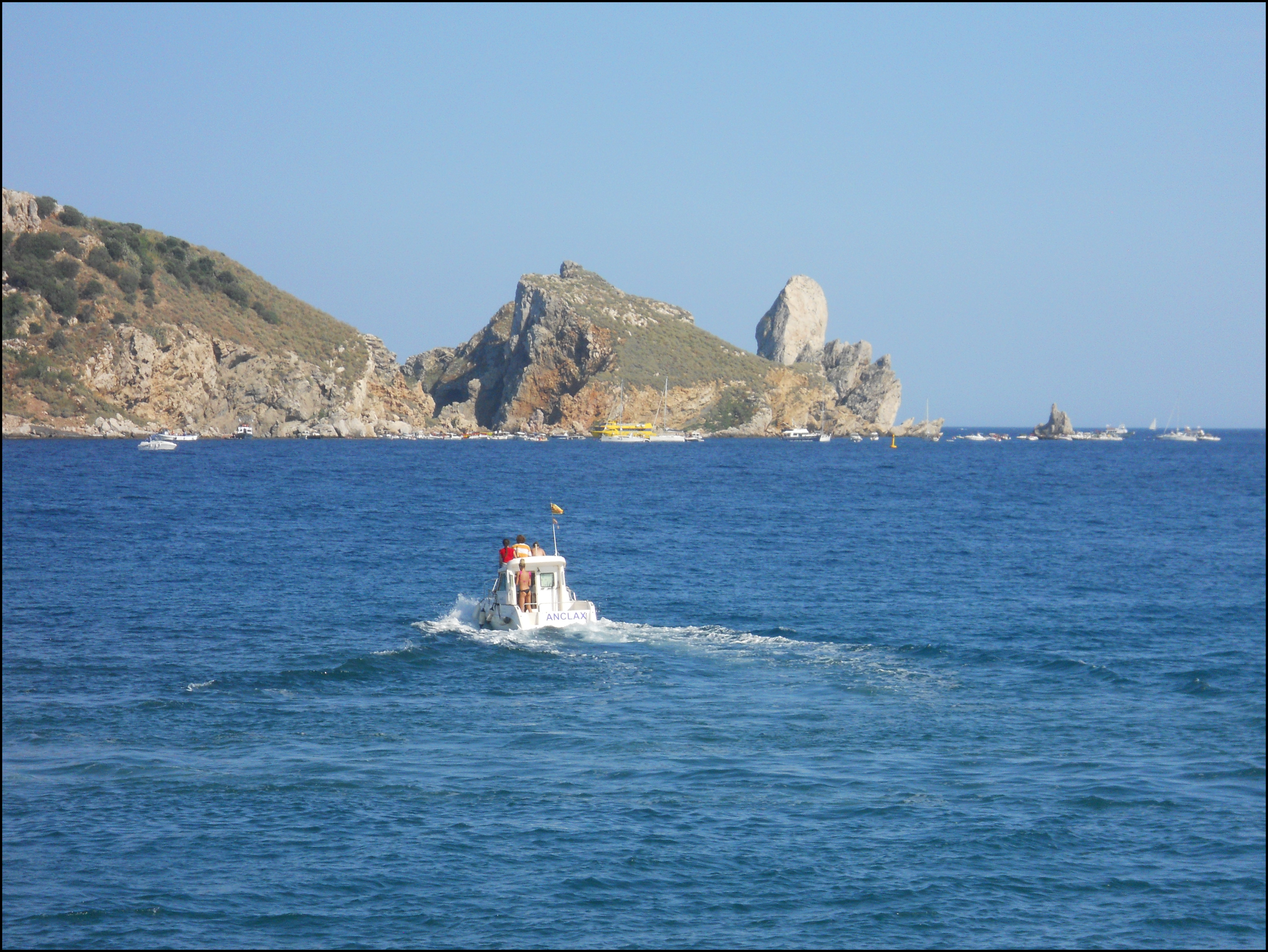
privire spre Insulele Medes dinspre L'Estartit
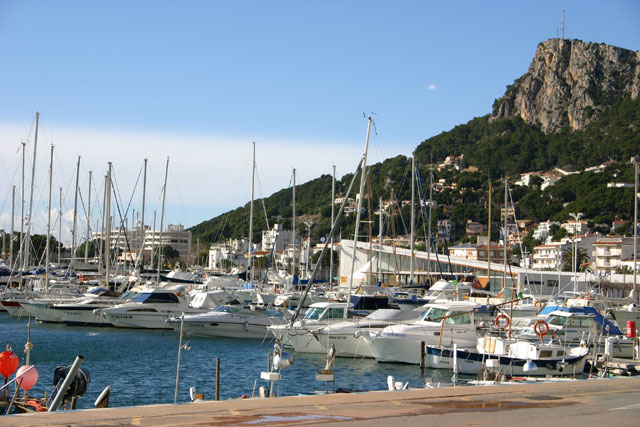
Portul L'Estartit și Roca Maura
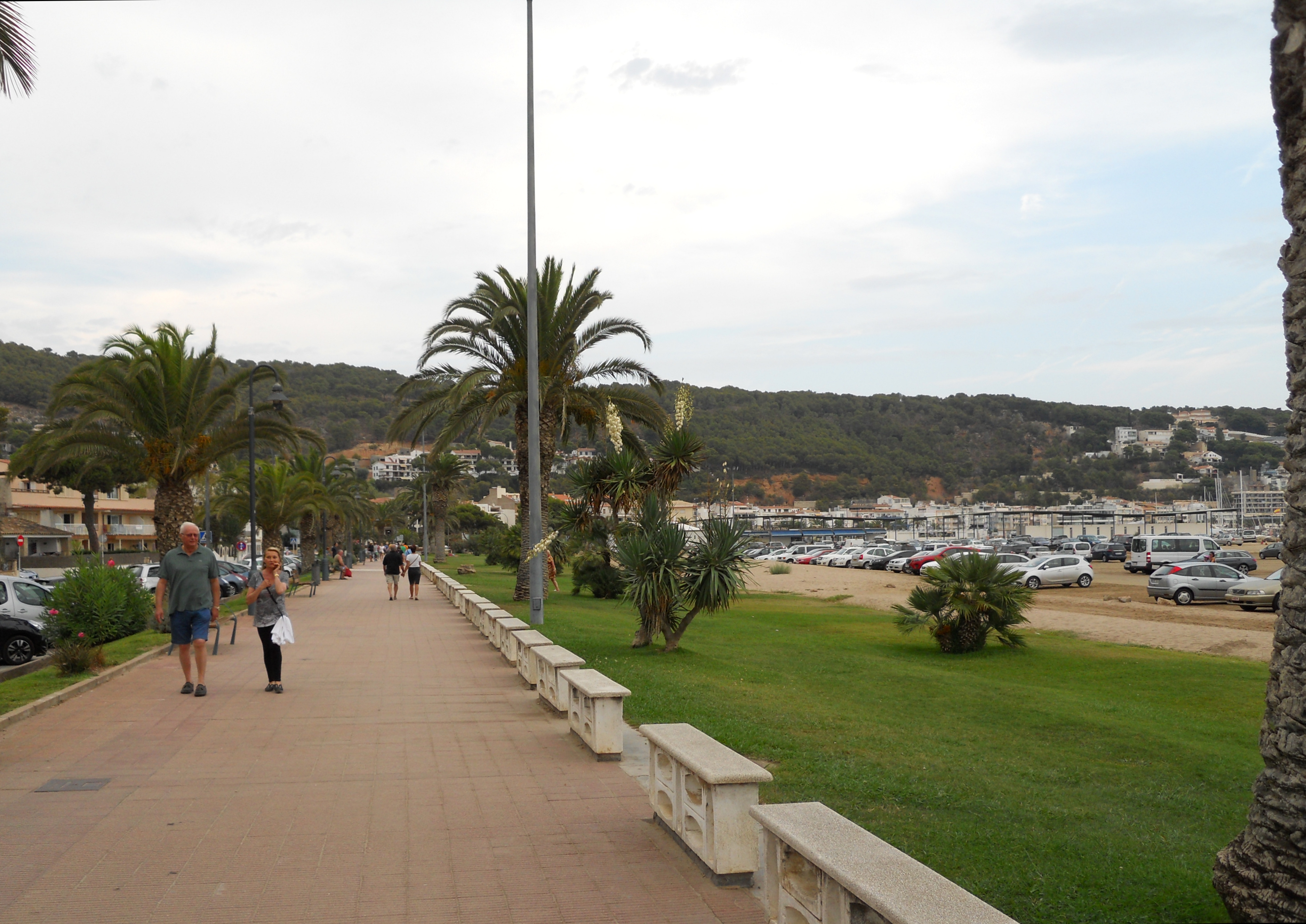
Promenada spre port
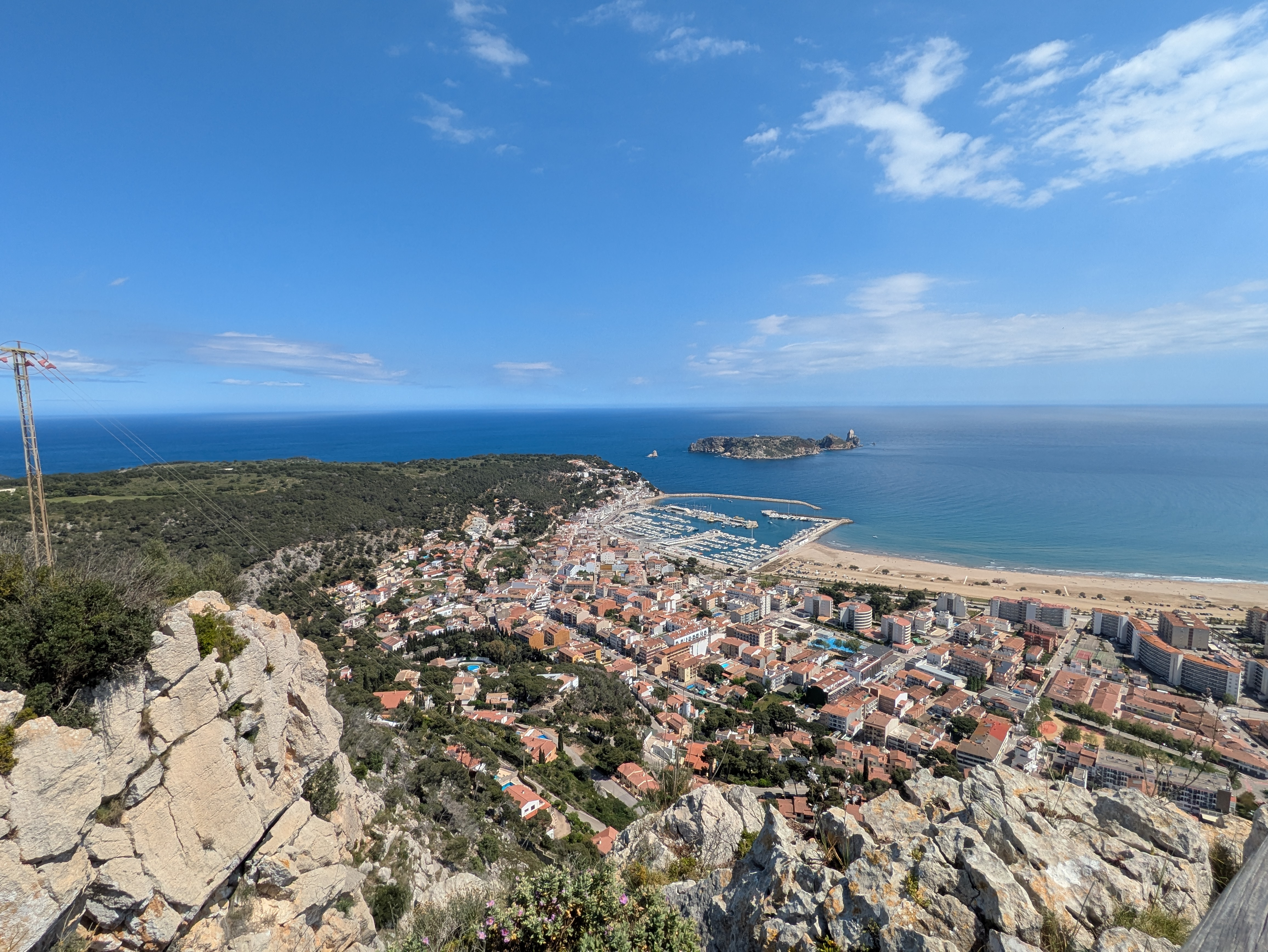
Perspectivă asupra orașului de pe Roca Maura (255 metri)

## Legăturiexterne
- Pagina oficială a localităților Torroella de Montgrí și L’Estartit (catalană)
- Pagina oficială de turism a localităților Torroella de Montgrí și  L’Estartit (germana)

1. ↑   https://analisi.transparenciacatalunya.cat/Demografia/Nomencl-tor-estad-stic-d-entitats-i-nuclis-de-pobl/tssr-jqsj/about_data Lipsește sau este vid: |title= (ajutor)
2. ↑  Nomenclátor Geográfico de Municipios y Entidades de Población (20240402 edition)
3. ↑   http://www.emdlestartit.cat/lajuntament/dades-generals/ Lipsește sau este vid: |title= (ajutor)